# 足三里穴
足三里穴（「あしのさんりけつ」または「あしさんりけつ」）は、足の陽明胃経に属す45の経穴（つぼ）の一つである。本来は「三里」といい、一般にもそう呼ばれているが、手の陽明大腸経に同名の経穴があるため、それと区別するために「足三里」と呼ばれている。また、肚腹の宗穴でもある。

## 概要
4世紀ころに書かれた「傷寒論」の中に、「風邪をひいた時は桂枝湯を飲み、しばらく後に熱い粥をすすれ。生ものや冷たい食品は避けよ」との記載があるなど、古くより東洋医学では体を冷やすなと教えてきた。腹部の冷えは夏風邪、下痢、食欲不振、頻尿、倦怠感、頭痛、耳鳴り、肩こり、めまいなど多くの不定愁訴の原因となる。長く治らない五十肩や腰痛も、腹部の冷えからの治療が必要とされる。こうした場合に、必ず使われるツボとして足三里がある。腹痛、下痢、嘔吐などの胃腸障害、膝痛や足のしびれなど足の障害、歯痛、歯槽膿漏などにも効くとされるほか、夏バテ防止、冷房病対策などにも効果がある。

## 部位
脛骨前面を下からなで上げていって止まった部分と、腓骨頭の下一寸にある陽陵泉穴の中間点で、膝の皿の下のくぼみから指4本分下の向うずねの外側。通常、座るか、仰向きに寝て、膝を曲げて取穴する。

## 効能
胃炎・胃アトニー・胃弱などの慢性消化器疾患のほか、自律神経失調症や中風と呼ばれた半身不随、小児麻痺などにも効果があるとされている。また、保健強壮のつぼとしてもよく使われる。総腓骨神経麻痺（下垂足（内反尖足））の治療にも使われる。

## 名前の由来
一里は骨度法で一寸という意味で犢鼻穴）の下三寸から名づけられた。他に三焦（上焦・中焦・下焦）の疾患を治療する経穴から名づけられたともいわれる。

## その他
古くから経穴の代名詞として、文学・落語・歌舞伎などにもよく登場している。松尾芭蕉の「おくのほそ道」のはしがきに
「ももひきの破れをつづり、傘の緒つけかへて、三里に灸すうるより、松島の月まづ心にかかりて……」
というところがあり、中学の国語の教科書にもしばしば取り上げられている。三里に灸のあとがない者とは旅をするなともいわれていた。